# ベルン郡

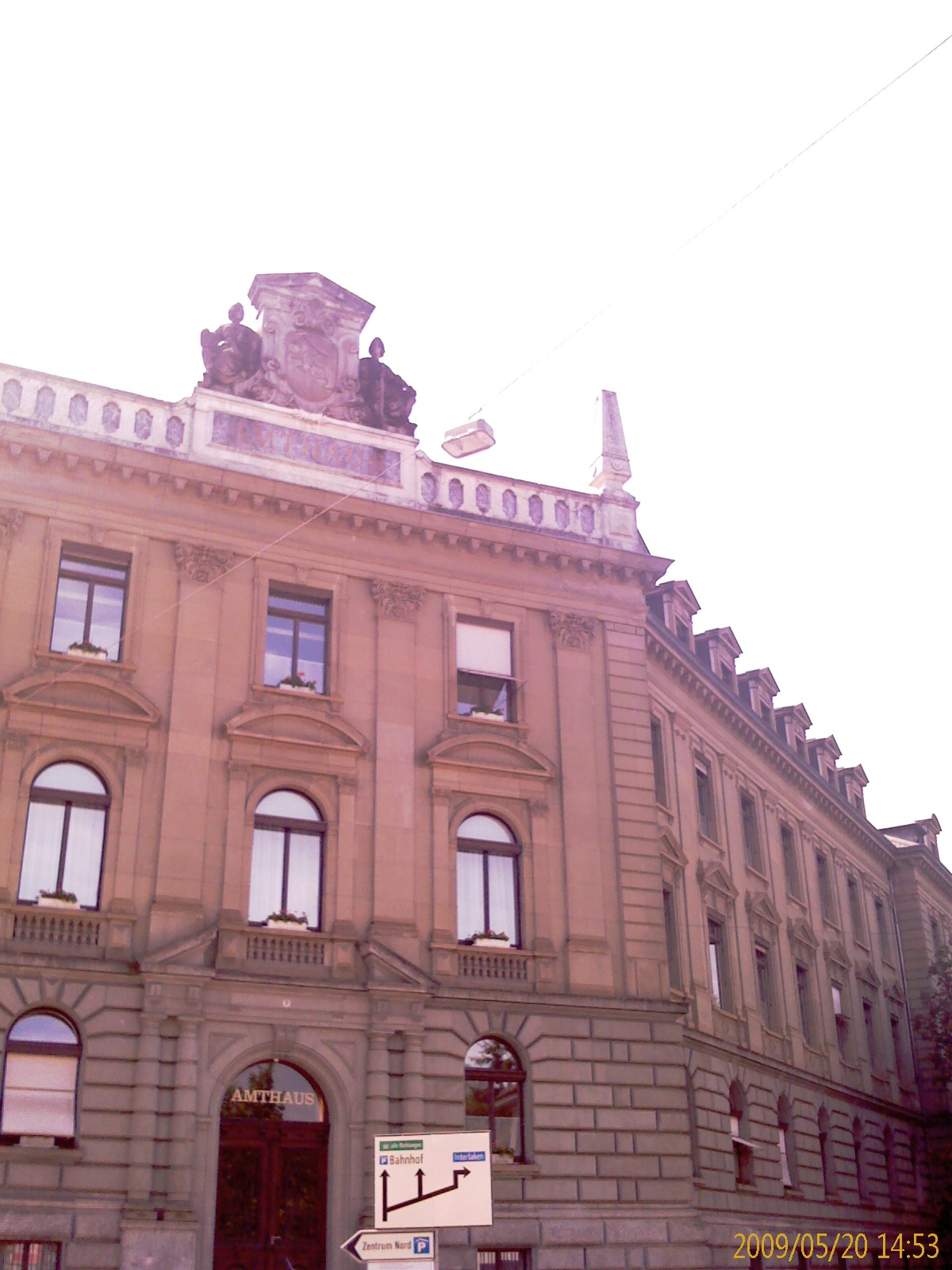
ベルン郡庁

かつて存在したベルン郡（独: Amtsbezirk Bern）は、スイスのベルン州にあった郡（Amtsbezirk、アムツ・ベツィルク）。2010年1月1日に他郡と合併してベルン＝ミッテルラント区（Verwaltungskreis Bern-Mittelland）となり、現在は選挙区の区割りとしてのみ残っている。郡都はベルンで、ベルン都市圏にほぼ相当し、233.27 km²の面積に13の基礎自治体があった。2008年12月31日の時点で、239,382人が居住していた。

## 基礎自治体の一覧

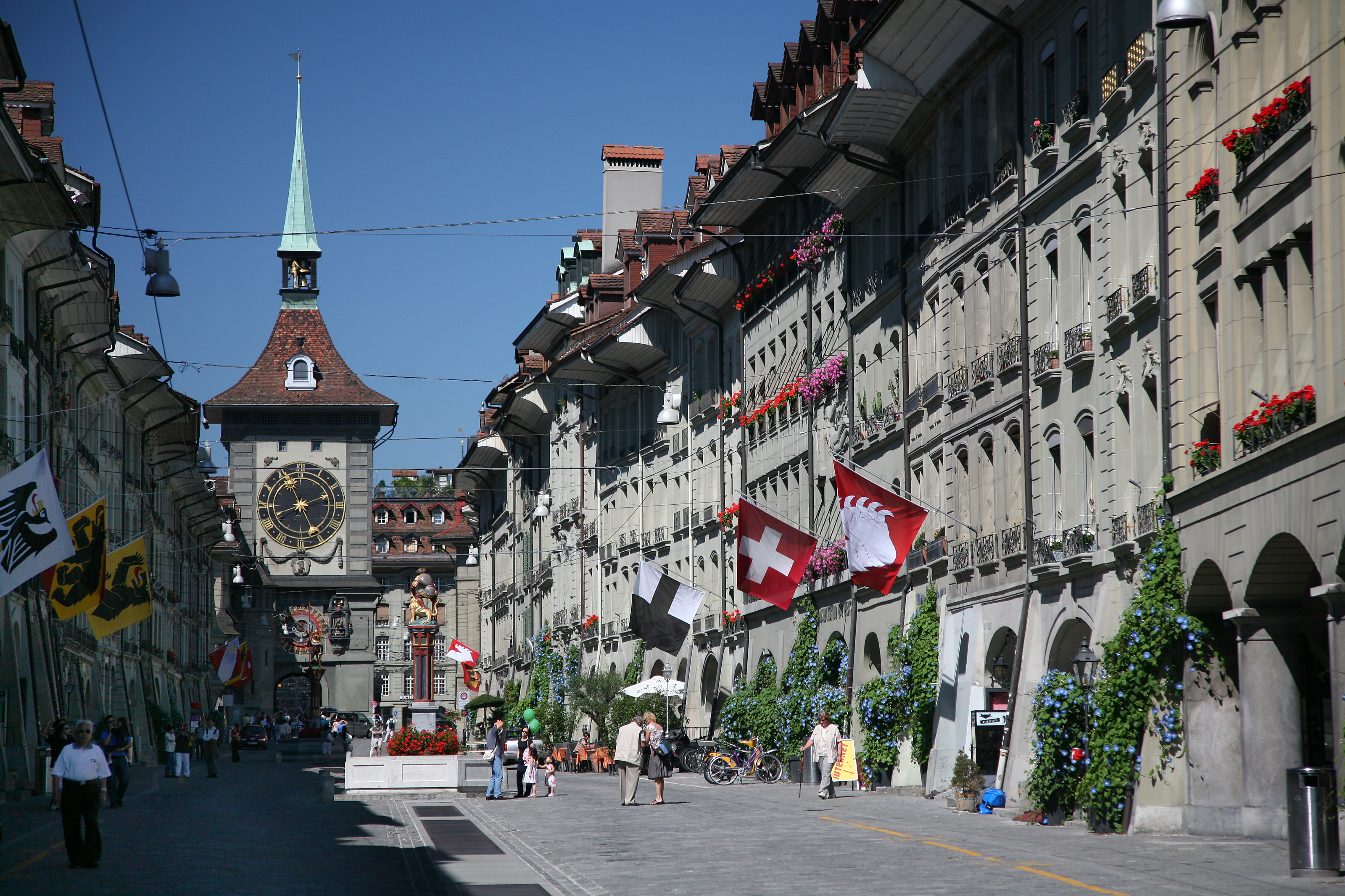
ベルン
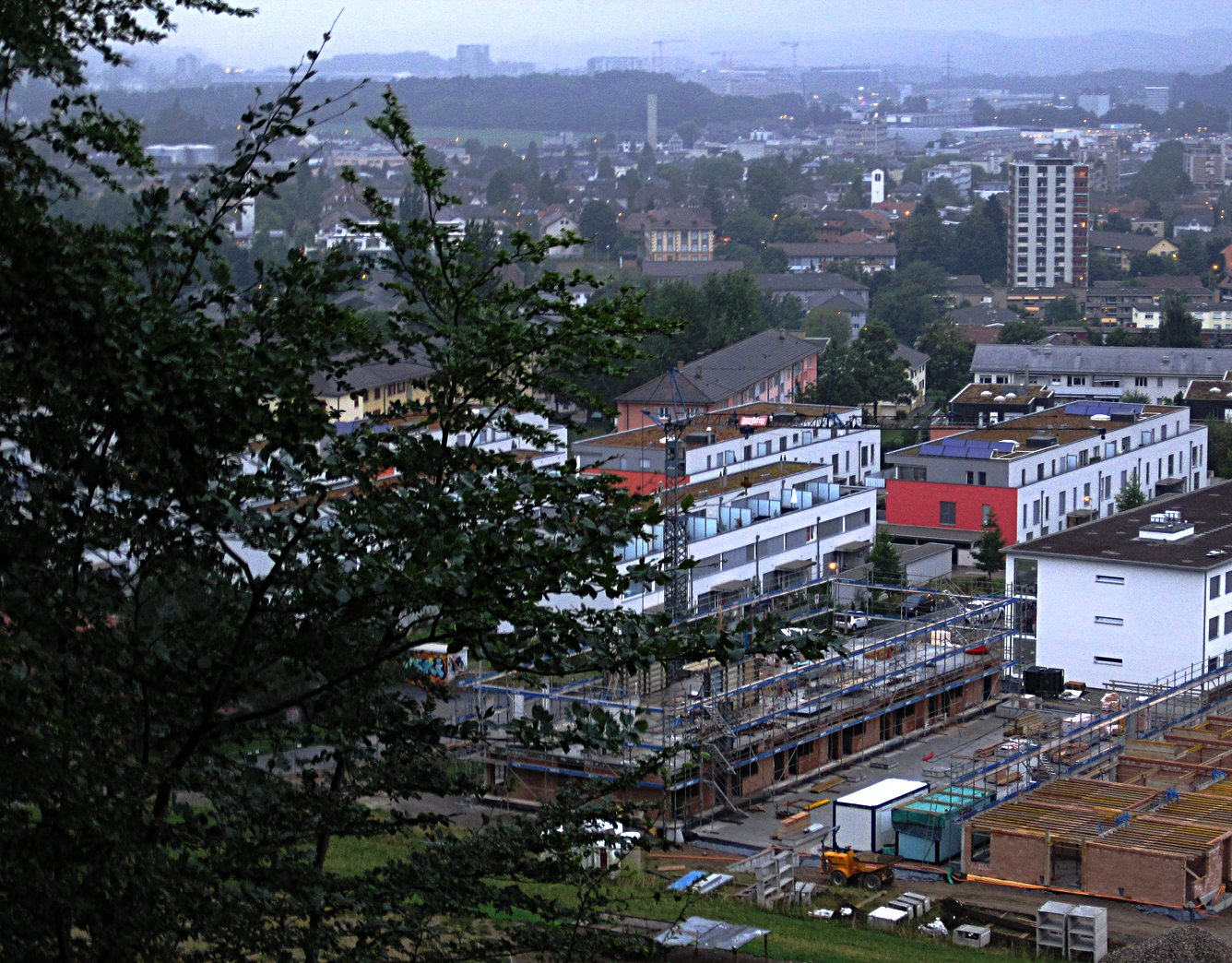
オスタームンディゲン
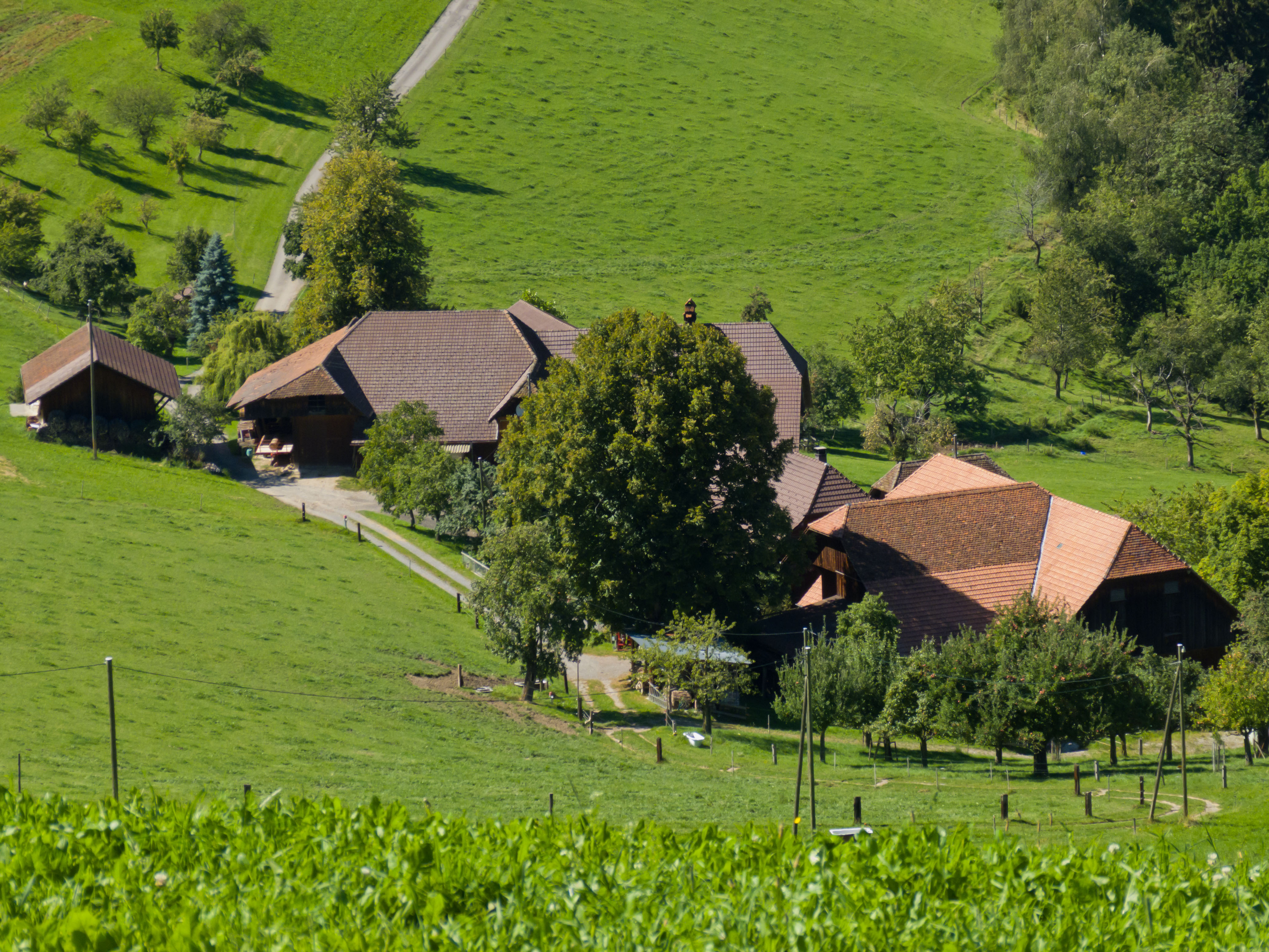
オーバーバルム
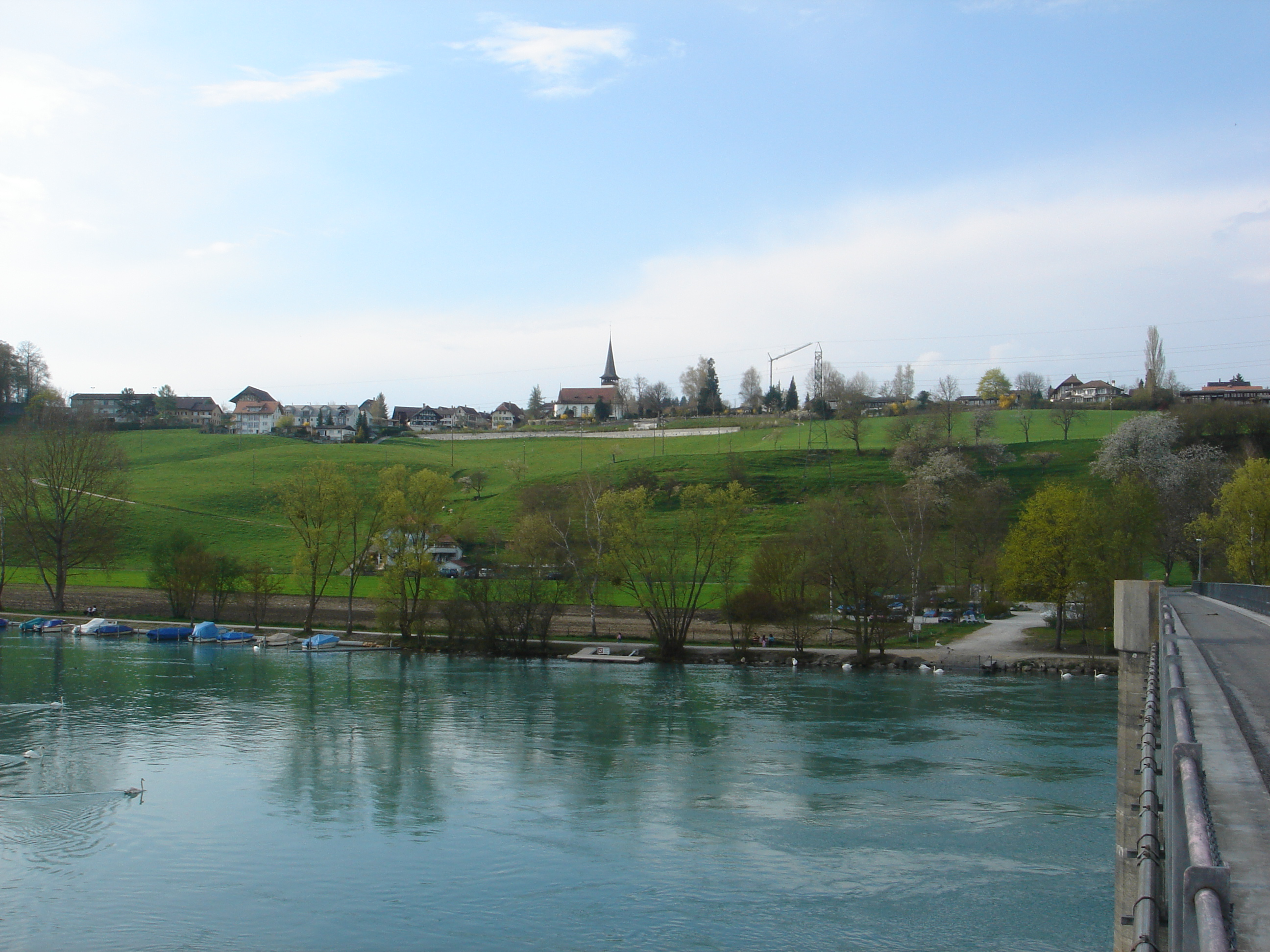
ヴォーレン湖（Wohlensee）

| 名称                                                | 人口 2008年 12月31日 | 面積 （km²） | 人口密度 （人/km²） |
| --------------------------------------------------- | -------------------- | ------------ | ------------------- |
| ベルン（Bern）                                      | 122,925              | 51.62        | 2381                |
| オーバーバルム（Oberbalm）                          | 870                  | 12.39        | 70                  |
| ケーニッツ（Köniz）                                 | 37,974               | 51.01        | 744                 |
| ムーリ・バイ・ベルン（Muri bei Bern）               | 12,752               | 7.63         | 1671                |
| シュテットレン（Stettlen）                          | 2,869                | 3.50         | 820                 |
| フェッヒゲン（Vechigen）                            | 4,650                | 24.82        | 187                 |
| オスタームンディゲン（Ostermundigen）               | 15,031               | 5.96         | 2522                |
| ボーリゲン（Bolligen）                              | 6,077                | 16.57        | 367                 |
| イッティゲン（Ittigen）                             | 10,737               | 4.20         | 2556                |
| ツォッリコーフェン（Zollikofen）                    | 9,780                | 5.39         | 1814                |
| ブレムガルテン・バイ・ベルン（Bremgarten bei Bern） | 3,974                | 1.90         | 2092                |
| キルヒリンダッハ（Kirchlindach）                    | 2,757                | 11.96        | 231                 |
| ヴォーレン・バイ・ベルン（Wohlen bei Bern）         | 8,986                | 36.32        | 247                 |
| Total (13)                                          | 239,382              | 233.27       | 1026                |

## 基礎自治体の変遷

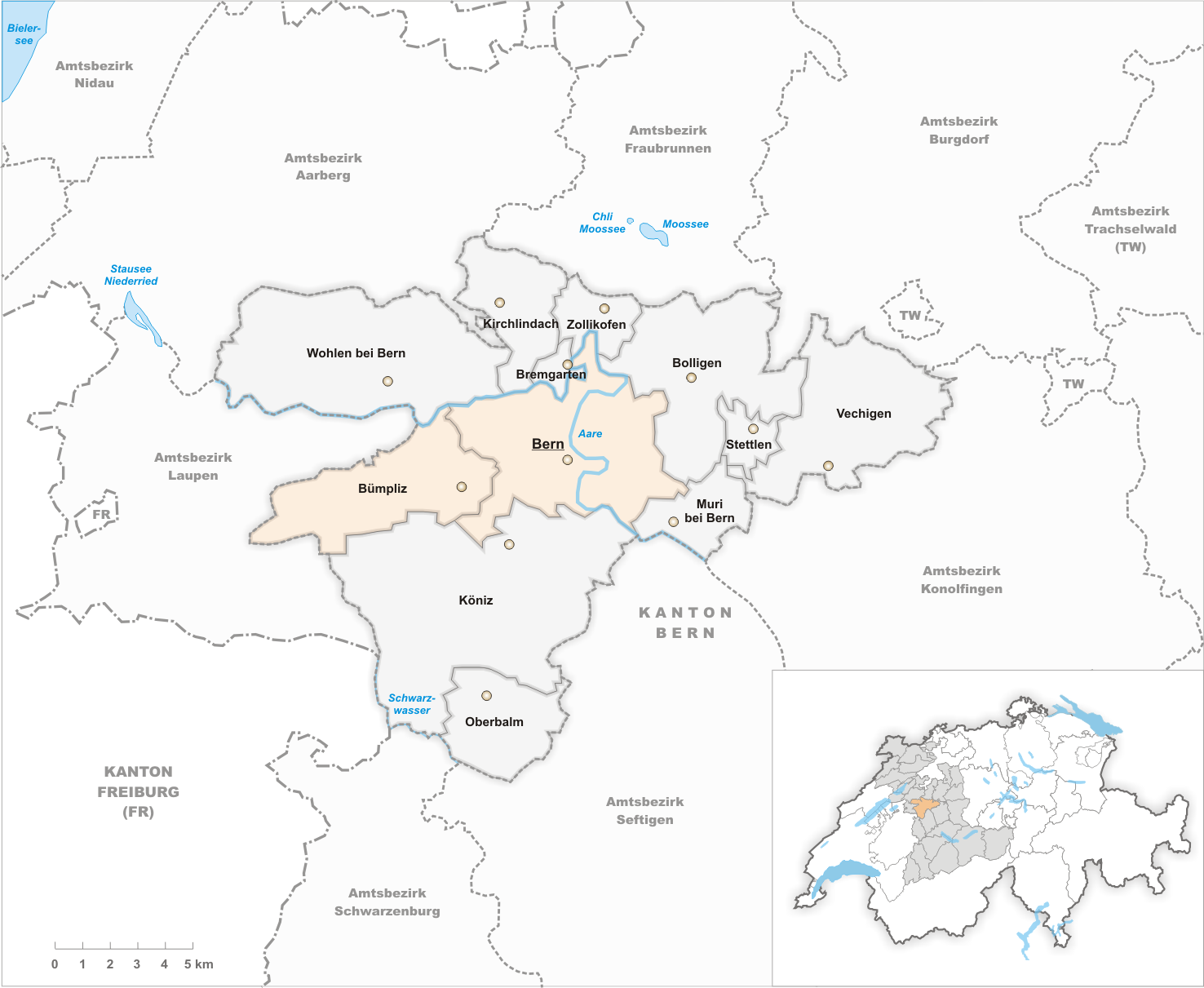
1918年までの自治体
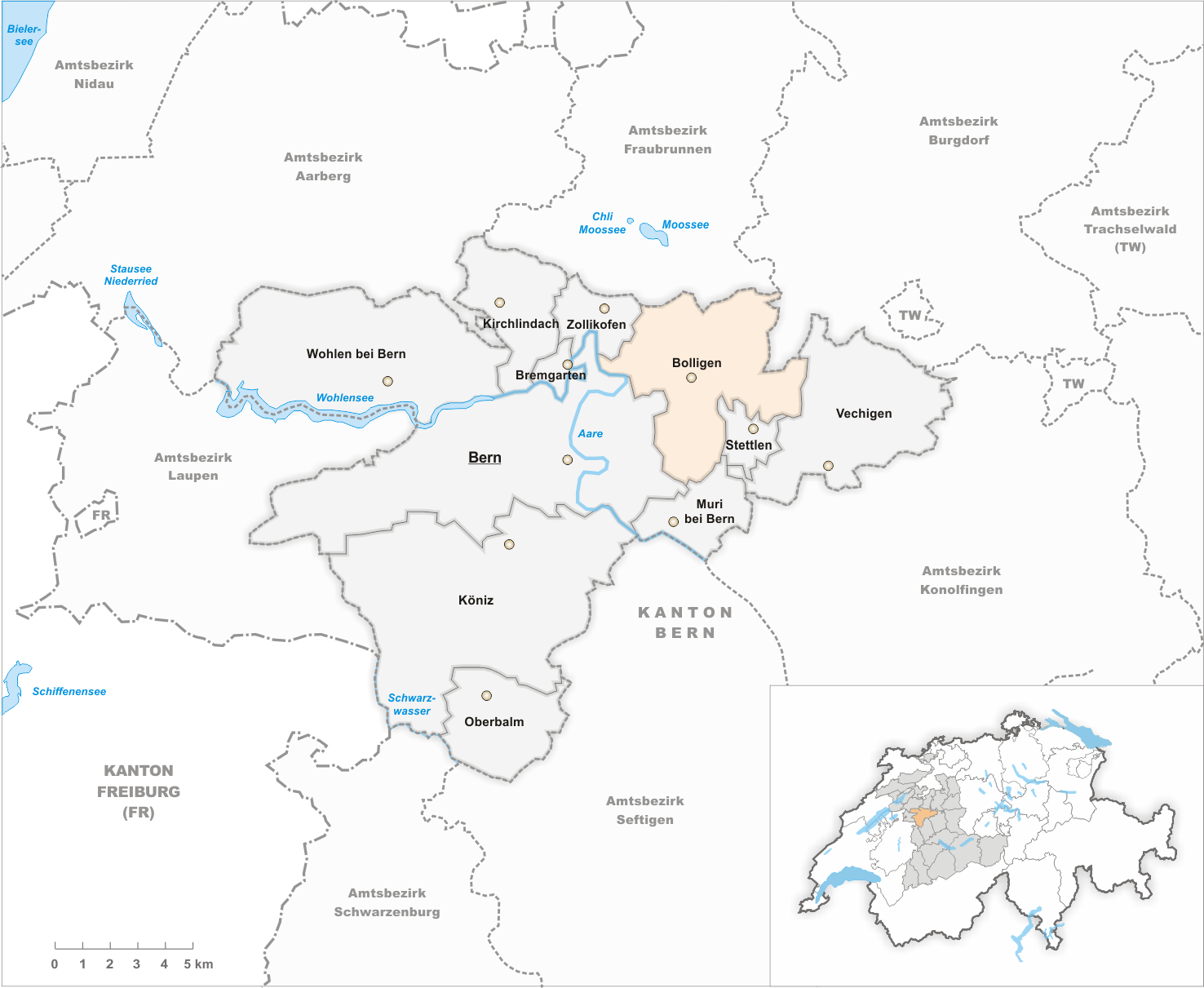
1982年までの自治体
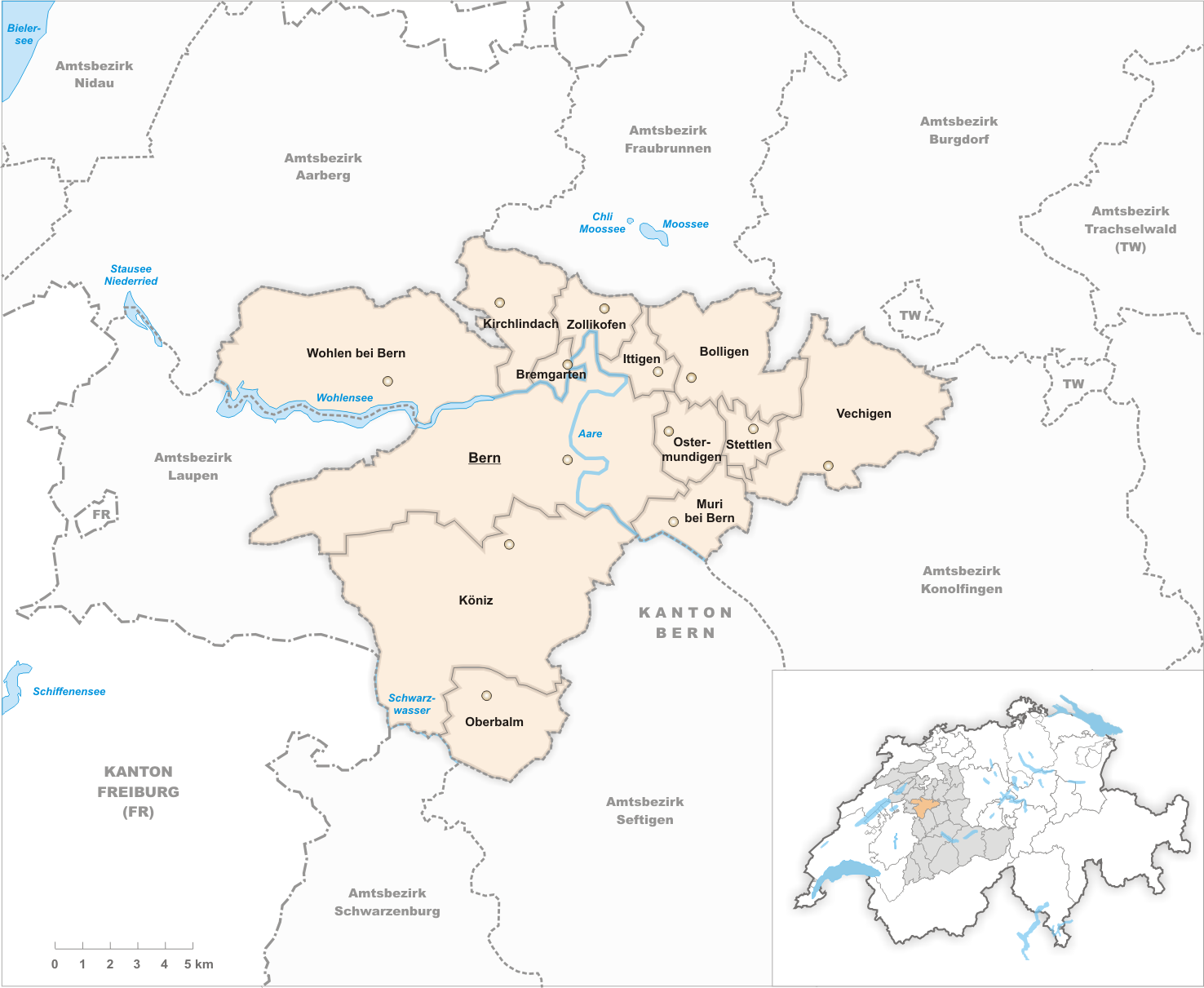
2009年までの自治体

- 1880年: ブレムガルテン・シュタットゲリヒト（Bremgarten Stadtgericht）とキルヒリンダッハが合併してキルヒリンダッハとなる。
- 1919年: ベルンとビュンプリッツ（Bümpliz）が合併してベルンとなる。
- 1983年: ボーリゲンからイッティゲンとオスタームンディゲンが分離する。
- 2010年: ベルン郡全域がベルン＝ミッテルラント区となる。